# Скалатська міська територіальна громада
Скалатська міська громада — перша створена територіальна громада в Україні, в Тернопільському районі Тернопільської області. Адміністративний центр — м. Скалат.
Площа громади — 225,6 км², населення — 13 517 осіб (2020).
Утворена 14 липня 2015 року шляхом об'єднання Скалатської міської та Городницької, Зарубинецької, Колодіївської, Кривенської, Магдалівської, Новосілківської, Остап'ївської, Подільської, Староскалатської сільських рад Підволочиського району.

## Населені пункти
У складі громади 1 місто (Скалат) і 15 сіл:
- Городниця
- Зарубинці
- Колодіївка
- Криве
- Магдалівка
- Митниця
- Новосілка
- Остап'є
- Панасівка
- Поділля
- Полупанівка
- Поплави
- Старий Скалат
- Теклівка
- Хоптянка